# Terminologia anatômica de localização
A terminologia anatômica de localização é usada para descrever de forma inequívoca a anatomia de animais, inclusive humanos. Os termos, normalmente derivados de raízes latinas ou gregas, descrevem algo em sua posição anatômica de referência. Essa posição fornece uma definição do que está na frente ("anterior"), atrás ("posterior") e assim por diante. Como parte da definição e descrição de termos, o corpo é descrito por meio do uso de planos anatômicos e eixos anatômicos.
O significado dos termos usados pode mudar dependendo do fato de um organismo ser bípede ou quadrúpede. Além disso, para alguns animais, como os invertebrados, alguns termos podem não ter significado algum; por exemplo, um animal que é radialmente simétrico não terá superfície anterior, mas ainda pode ter uma descrição de que uma parte está próxima ao meio ("proximal") ou mais distante do meio ("distal").
As organizações internacionais determinaram vocabulários que são frequentemente usados como referências para subdisciplinas da anatomia. Por exemplo, Terminologia Anatomica para humanos e Nomina Anatomica Veterinaria [en] para animais. Elas permitem que os profissionais que usam termos anatômicos, como anatomistas, veterinários e médicos, tenham um conjunto padrão de termos para comunicar claramente a posição de uma estrutura.

## Introdução

Devido às diferenças na estrutura dos seres humanos e de outros animais, são usados termos diferentes de acordo com o en e com o fato de um animal ser vertebrado ou invertebrado.

Foram desenvolvidos termos anatômicos e zoológicos de referência de localização, geralmente baseados em palavras latinas e gregas, para permitir que todos os cientistas biológicos e médicos, veterinários, médicos e anatomistas delineassem e comunicassem com precisão as informações sobre os corpos dos animais e seus órgãos, embora o significado de alguns dos termos muitas vezes seja sensível ao contexto. Muitas dessas informações foram padronizadas em vocabulários acordados internacionalmente para humanos (Terminologia Anatomica) e animais (Nomina Anatomica Veterinaria [en]).
Diferentes termos são usados para grupos de organismos com diferentes estruturas corporais, como bípedes (organismos que se apoiam em dois pés, como os humanos) e quadrúpedes. O raciocínio é que o neuroeixo [en] é diferente entre os dois grupos, assim como o que é considerado a posição anatômica de referência, por exemplo, como os seres humanos tendem a ficar em pé e com os braços estendidos para a frente. Assim, o "topo" de um ser humano é a cabeça, enquanto o "topo" de um cão seria o dorso, e o "topo" de um linguado pode estar no lado esquerdo ou direito. Termos exclusivos também são usados para descrever invertebrados, devido à sua maior variedade de formas e simetria.

### Posição anatômica de referência

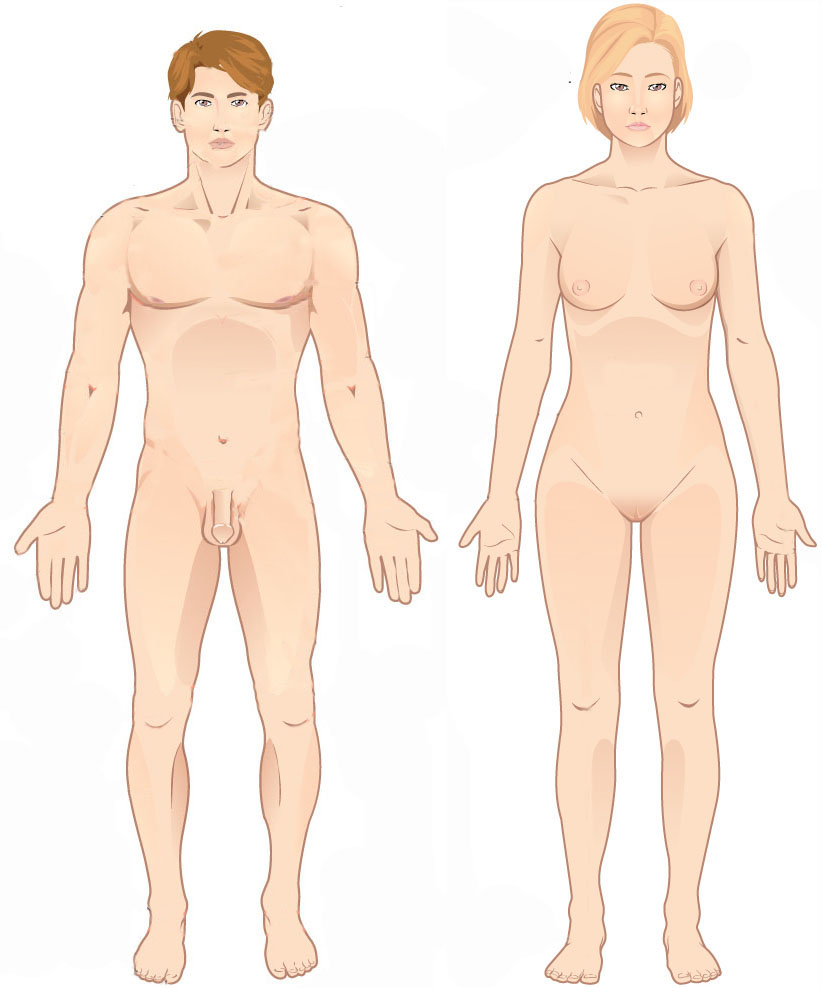
Um homem e uma mulher na posição anatômica de referência.

Como os animais podem mudar de orientação em relação ao seu ambiente e como os apêndices, como membros e tentáculos, podem mudar de posição em relação ao corpo principal, os termos para descrever a posição precisam se referir a um animal quando ele está em sua posição anatômica de referência. Isso significa descrições como se o organismo estivesse em sua posição anatômica de referência, mesmo quando o organismo em questão tem apêndices em outra posição. Isso ajuda a evitar confusão na terminologia ao se referir ao mesmo organismo em diferentes posturas. Em humanos, isso se refere ao corpo em uma posição ereta com os braços ao lado do corpo e as palmas das mãos voltadas para frente, com os polegares para fora e para os lados.

### Termos combinados

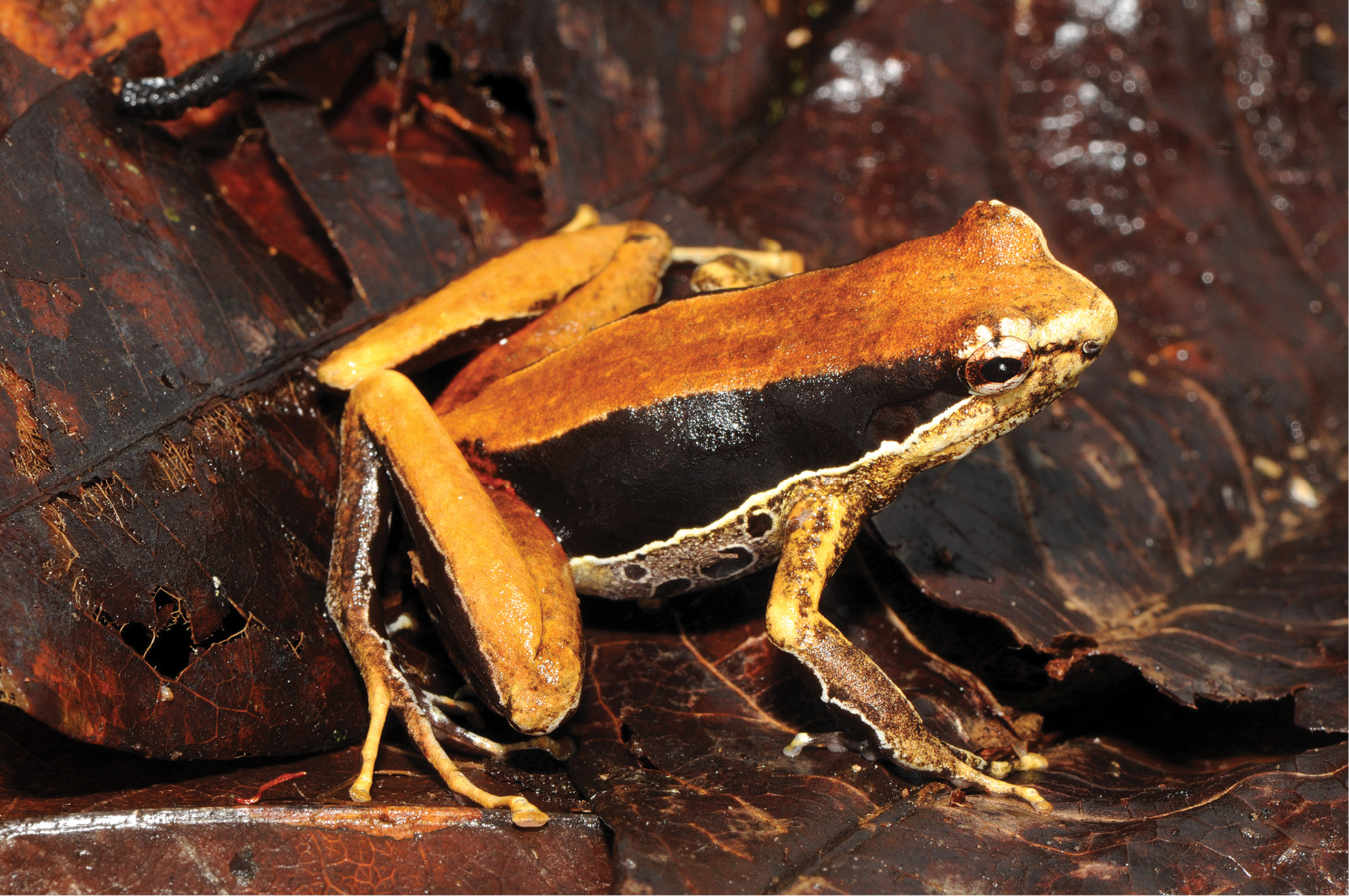
Os termos anatômicos podem ser combinados para serem mais específicos. Esta é uma vista dorsolateral da rã Mantophryne insignis.

Muitos termos anatômicos podem ser combinados, seja para indicar uma posição em dois eixos simultaneamente ou para indicar a direção de um movimento em relação ao corpo. Por exemplo, "anterolateral" indica uma posição que é tanto anterior quanto lateral ao eixo do corpo (como a maior parte do músculo peitoral maior).
Em radiologia, pode-se dizer que uma imagem de raios X é "anteroposterior", indicando que o feixe de raios X passa de sua fonte para a parede anterior do corpo do paciente, atravessando o corpo para sair pela parede posterior do corpo. Os termos combinados eram geralmente hifenizados, mas a tendência moderna é omitir o hífen.

### Planos

Planos anatômicos em um ser humano.

Os termos anatômicos descrevem estruturas em relação a quatro planos anatômicos principais:
1. O plano mediano, que divide o corpo em esquerdo e direito.[2][6] Ele passa pela cabeça, medula espinhal, umbigo e, em muitos animais, pela cauda.[6]

1. O plano sagital, que é paralelo ao plano mediano.[1]

1. O plano frontal, também chamado de plano coronal, que divide o corpo em anterior e posterior.[2]

1. O plano horizontal, também conhecido como plano transversal, que é perpendicular aos outros dois planos.[2] Em um ser humano, esse plano é paralelo ao solo; em um quadrúpede, ele divide o animal em seções anterior e posterior.[3]

### Eixos

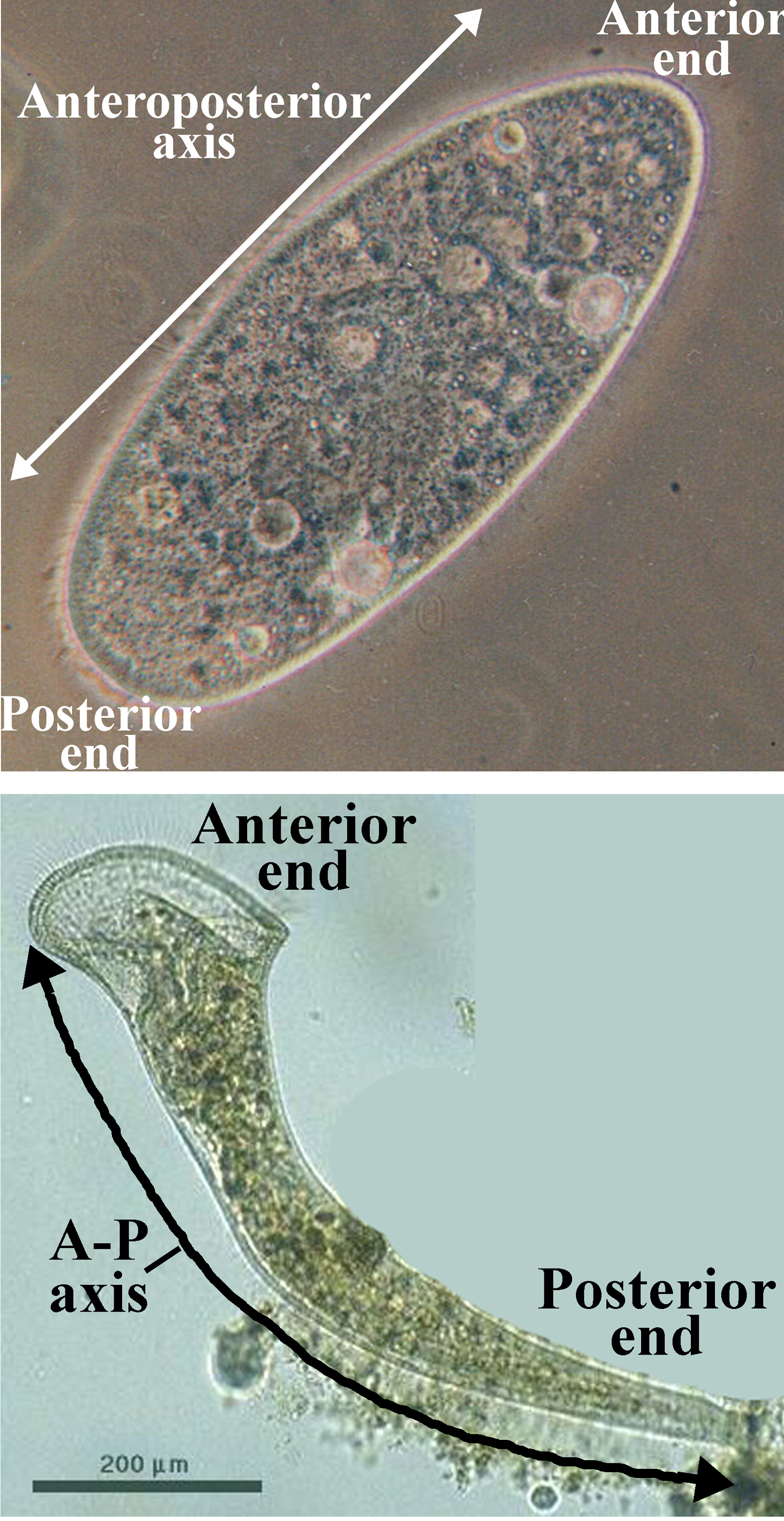
Organismos em que as extremidades do eixo longo são distintas (Paramecium caudatum, acima, e en, abaixo).

Os eixos do corpo são linhas traçadas em torno das quais um organismo é aproximadamente simétrico. Para fazer isso, são escolhidas extremidades distintas de um organismo e o eixo é nomeado de acordo com essas direções. Um organismo que é simétrico em ambos os lados tem três eixos principais que se cruzam em ângulos retos. Um organismo que é redondo ou não simétrico pode ter eixos diferentes. Exemplos de eixos são:
- O eixo anteroposterior[8]

- O eixo cefalocaudal[9]

- O eixo dorsoventral[10]

Exemplos de eixos em animais específicos são mostrados abaixo:

Eixos anatômicos em um ser humano, semelhantes aos de outros vertebrados bípedes ortógrados.
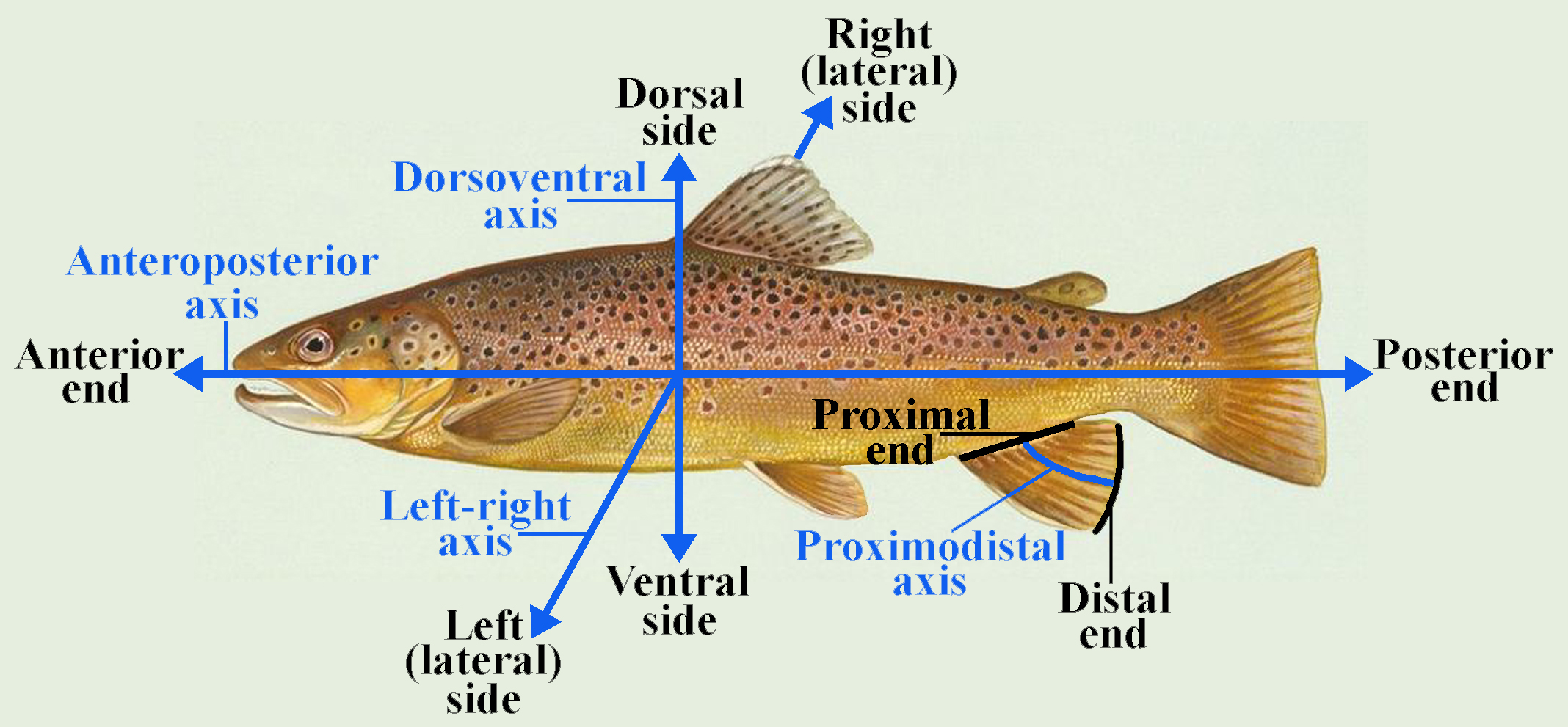
Eixos e direções anatômicas em um peixe.
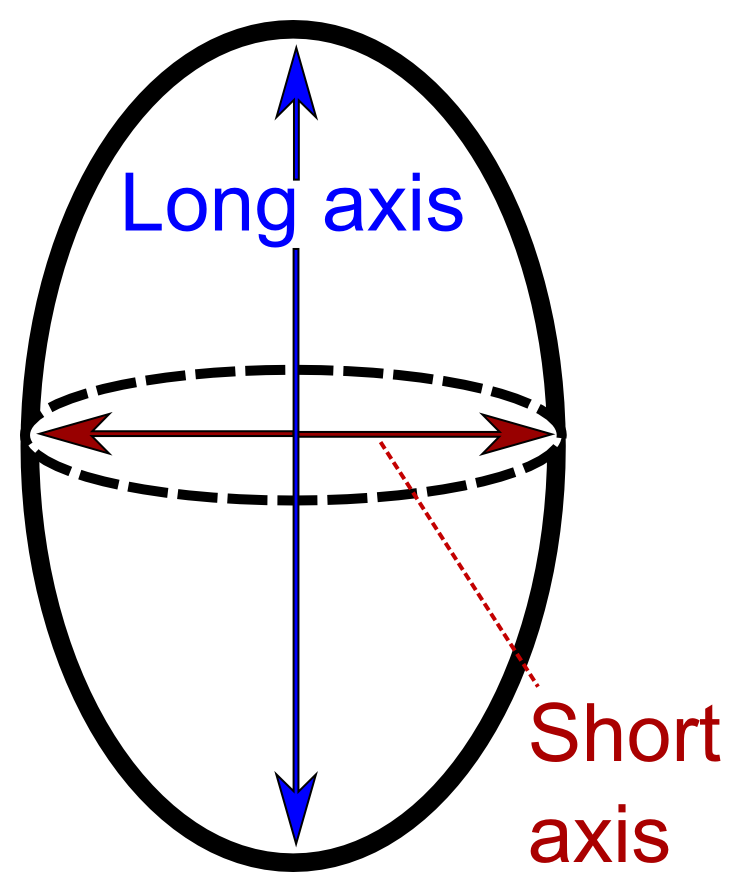
Órgãos esferoides ou quase esferoides, como os testículos, podem ser medidos por eixos longos e curtos.

### Modificadores

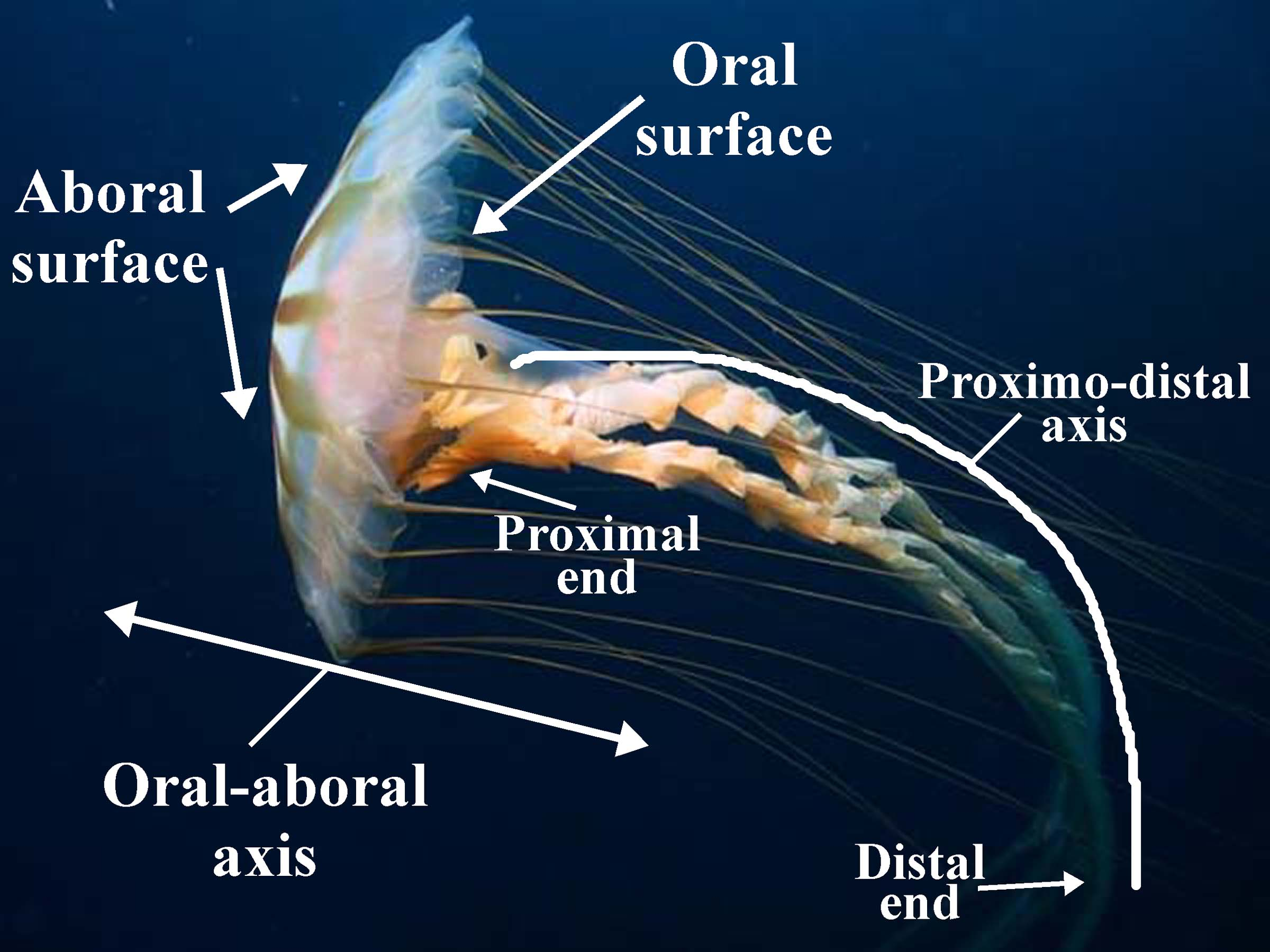
Os termos podem ser modificados com prefixos e sufixos. Nesta imagem que mostra a espécie de água-viva en, o prefixo "ab-" é usado para indicar algo que está "longe" da boca, por exemplo, aboral. Outros termos são combinados para indicar eixos, como eixo proximodistal.

Vários termos são comumente vistos e usados como prefixos:
- Sub- (do latim sub 'preposição abaixo, perto de, quase etc.') é usado para indicar algo que está abaixo, ou algo que é subordinado a ou menor que.[12] Por exemplo, subcutâneo significa abaixo da pele.

- Hipo- (do grego antigo ὑπό 'sob') é usado para indicar algo que está abaixo.[13] Por exemplo, o nervo hipoglosso supre os músculos abaixo da língua.

- Infra- (do latim infra 'sob') é usado para indicar algo que está dentro ou abaixo.[14] Por exemplo, o nervo infraorbital corre dentro da órbita.

- Inter- (do latim inter "entre") é usado para indicar algo que está entre.[15] Por exemplo, os músculos intercostais correm entre as costelas.

- Super- ou Supra- (do latim super, supra 'acima, em cima de') é usado para indicar algo que está acima de outra coisa.[16] Por exemplo, a arcada supraciliar está acima dos olhos.

Outros termos são usados como sufixos, adicionados ao final das palavras:
- -al (do latim ad 'em direção a') é usado para indicar que algo está em direção a (-al) outra coisa.[17][18] Por exemplo, "distal" significa "na direção distal" e "distal do fêmur" significa "além do fêmur na direção distal". Outros exemplos podem incluir cranial e proximal.[19]

## Principais termos

### Superior e inferior
Superior (do latim super 'acima') descreve o que está acima de algo e inferior (do latim inferus 'abaixo') descreve o que está abaixo. Por exemplo, na posição anatômica de referência, a parte mais superior do corpo humano é a cabeça e a mais inferior são os pés. Como segundo exemplo, nos seres humanos, o pescoço é superior ao tórax, mas inferior à cabeça.

### Anterior e posterior
Anterior (do latim ante 'antes') descreve o que está na frente, e posterior (do latim post 'depois') descreve o que está na parte de trás de algo. Por exemplo, em um cão, o nariz é anterior aos olhos e a cauda é considerada a parte mais posterior; em muitos peixes, as aberturas das guelras são posteriores aos olhos, mas anteriores à cauda.

### Medial e lateral
Esses termos descrevem a proximidade de algo em relação à linha média ou ao plano medial. Lateral (do latim lateralis 'para o lado') descreve algo nas laterais de um animal, como em "lateral esquerda" e "lateral direita". Medial (do latim medius 'meio') descreve estruturas próximas à linha média, ou mais próximas à linha média do que outra estrutura. Por exemplo, em um ser humano, os braços são laterais ao tronco. Os órgãos genitais são mediais às pernas. Temporal tem um significado semelhante a lateral, mas é restrito à cabeça.
Às vezes, os termos "esquerda" e "direita" são usados, ou suas alternativas em latim (latim: dexter, 'direita'; latim: sinister, 'esquerda'). Entretanto, é preferível usar termos mais precisos sempre que possível.
Os termos derivados de lateral incluem:
- Contralateral (do latim contra "contra"): no lado oposto a outra estrutura.[24] Por exemplo, o braço e a perna direitos são controlados pelo lado esquerdo, contralateral, do cérebro.

- Ipsilateral (do latim ipse 'mesmo'): do mesmo lado que outra estrutura.[25] Por exemplo, o braço esquerdo é ipsilateral à perna esquerda.

- Bilateral (do latim bis "duas vezes"): em ambos os lados do corpo.[26] Por exemplo, a orquiectomia bilateral significa a remoção dos testículos em ambos os lados do corpo.

- Unilateral (do latim unus 'um'): em um lado do corpo.[27] Por exemplo, um acidente vascular cerebral pode resultar em paresia unilateral, ou seja, fraqueza em um lado do corpo.

Varo e valgo são termos usados para descrever um estado em que uma parte mais distante está anormalmente posicionada em direção (varo) ou longe (valgo) da linha média.

### Proximal e distal

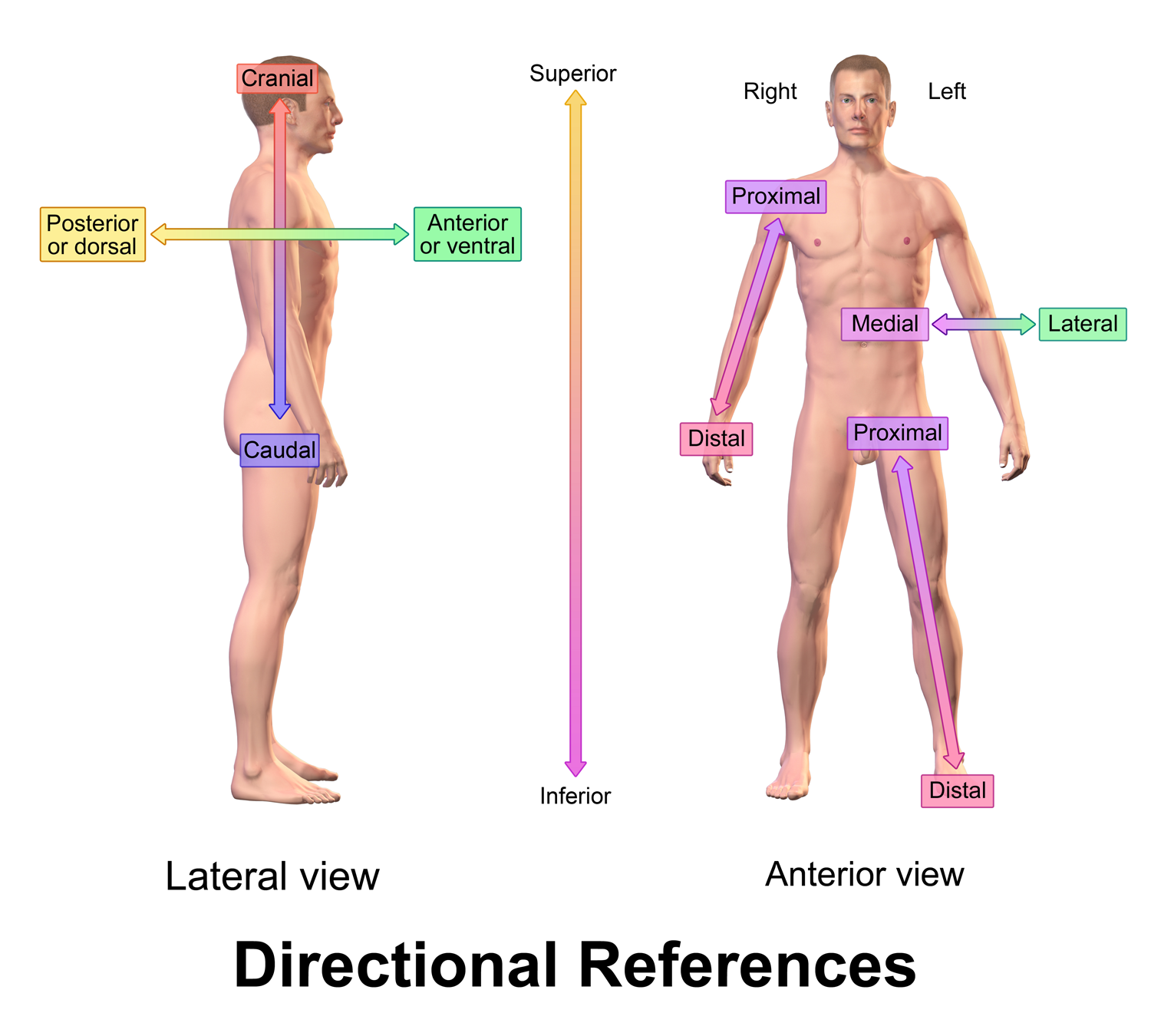
Referência anatômica direcional.

Os termos proximal (do latim proximus "mais próximo") e distal (do latim distare "afastar-se de") são usados para descrever partes de uma estrutura que estão próximas ou distantes da massa principal do corpo, respectivamente. Assim, o braço em humanos é proximal e a mão é distal.
"Proximal e distal" são usados com frequência ao descrever apêndices, como barbatanas, tentáculos e membros. Embora a direção indicada por "proximal" e "distal" seja sempre, respectivamente, em direção ao ponto de fixação ou para longe dele, uma determinada estrutura pode ser proximal ou distal em relação a outro ponto de referência. Assim, o cotovelo é distal a um ferimento no braço, mas proximal a um ferimento no antebraço.
Os termos também são aplicados à anatomia interna, como o trato reprodutivo de caracóis. Porém, diferentes autores usam os termos em sentidos opostos. Alguns consideram "distal" como mais distante de um ponto de origem próximo ao centro do corpo e outros como mais distante de onde o órgão atinge a superfície do corpo; ou outros pontos de origem podem ser considerados.
Essa terminologia também é empregada na biologia molecular e, portanto, por extensão, também é usada na química, referindo-se especificamente aos loci atômicos das moléculas da porção geral de um determinado composto.

### Central e periférico
Central e periférico referem-se à distância em relação ao centro de algo, que pode ser um órgão, uma região do corpo ou uma estrutura anatômica. Por exemplo, o sistema nervoso central e o sistema nervoso periférico.
Central (do latim centralis) descreve algo próximo ao centro. Por exemplo, os grandes vasos correm centralmente pelo corpo; muitos vasos menores se ramificam a partir deles.
Periférico (do latim peripheria, originalmente do grego antigo) descreve algo mais distante do centro de alguma coisa. Por exemplo, o braço é periférico ao corpo.

### Superficial e profundo
Esses termos referem-se à distância de uma estrutura em relação à superfície.
Profundo (do inglês antigo) descreve algo mais distante da superfície do organismo. Por exemplo, o músculo oblíquo externo do abdome é profundo em relação à pele. "Profundo" é um dos poucos termos anatômicos de localização derivados do inglês antigo em vez do latim - o termo em latim seria profundus 'devido à profundidade'.
Superficial (do latim superficies 'superfície') descreve algo próximo à superfície externa do organismo. Por exemplo, na pele, a epiderme é superficial à hipoderme.

### Dorsal e ventral
Esses dois termos, usados em anatomia e embriologia, descrevem algo na parte de trás (dorsal) ou na frente (ventral) de um organismo.
A superfície dorsal (do latim dorsum "costas") de um organismo refere-se à parte de trás, ou lado superior, de um organismo. Se estivermos falando do crânio, o lado dorsal é a parte superior.
A superfície ventral (do latim venter "barriga") refere-se à parte frontal, ou inferior, de um organismo.
Por exemplo, em um peixe, as nadadeiras peitorais são dorsais em relação à nadadeira anal, mas ventrais em relação à nadadeira dorsal.

### Rostral, cranial e caudal

No crânio humano, os termos rostral e caudal são adaptados ao neuroeixo curvo dos hominídeos, sendo que rostrocaudal significa a região em forma de C que conecta as regiões rostral e caudal.

Existem termos específicos para descrever o quanto algo está próximo ou distante da cabeça ou da cauda de um animal. Para descrever a proximidade de algo em relação à cabeça de um animal, são usados três termos distintos:
- Rostral (do latim rostrum 'bico, nariz') descreve algo situado na região oral ou nasal ou, no caso do cérebro, na ponta do lobo frontal.[39]

- Cranial (do grego κρανίον 'crânio') ou cefálico (do grego κεφαλή 'cabeça') descreve o quão próximo algo está da cabeça de um organismo.[40]

- Caudal (do latim cauda "cauda") descreve o quão próximo algo está da extremidade posterior de um organismo.[41]

Por exemplo, em cavalos, os olhos estão caudais ao nariz e rostrais à parte posterior da cabeça.
Esses termos são geralmente preferidos na medicina veterinária e não são usados com tanta frequência na medicina humana. Em humanos, "cranial" e "cefálico" são usados para se referir ao crânio, sendo o termo "cranial" usado com mais frequência. O termo "rostral" é raramente usado em anatomia humana, exceto em embriologia, e refere-se mais à parte frontal da face do que ao aspecto superior do organismo. Da mesma forma, o termo "caudal" é mais usado em embriologia e apenas ocasionalmente usado em anatomia humana. Isso ocorre porque o cérebro está situado na parte superior da cabeça, enquanto o nariz está situado na parte anterior. Assim, o "eixo rostrocaudal" refere-se a um formato de C (veja a imagem ao lado).

## Outros termos e casos especiais

### Pontos de referência anatômicos
A localização das estruturas anatômicas também pode ser descrita em relação a diferentes pontos de referência anatômicos. Eles são usados em anatomia, anatomia de superfície, cirurgia e radiologia.
As estruturas podem ser descritas como estando no nível de uma vértebra específica, dependendo da seção da coluna vertebral em que a estrutura se encontra. A posição é frequentemente abreviada. Por exemplo, as estruturas no nível da quarta vértebra cervical podem ser abreviadas como "C4", no nível da quarta vértebra torácica como "T4" e no nível da terceira vértebra lombar como "L3". Como o sacro e o cóccix estão fundidos, eles não são usados com frequência para fornecer a localização.
As referências também podem se originar da anatomia de superfície, feitas a pontos de referência na pele ou visíveis por baixo. Por exemplo, as estruturas podem ser descritas em relação à espinha ilíaca ântero-superior, ao maléolo medial ou ao epicôndilo medial.
Linhas anatômicas são usadas para descrever a localização anatômica. Por exemplo, a linha clavicular média é usada como parte do exame cardíaco na medicina para sentir a batida do ictus cordis do coração.

### Boca e dentes
Termos especiais são usados para descrever a boca e os dentes. Áreas como a osteologia, a paleontologia e a odontologia aplicam termos especiais de localização para descrever a boca e os dentes. Isso ocorre porque, embora os dentes possam estar alinhados com seus eixos principais dentro da mandíbula, algumas relações diferentes também exigem uma terminologia especial; por exemplo, os dentes também podem ser girados e, nesses contextos, termos como "anterior" ou "lateral" tornam-se ambíguos. Por exemplo, os termos "distal" e "proximal" também são redefinidos para significar a distância ou a proximidade da arcada dentária, e "medial" e "lateral" são usados para se referir à proximidade da linha média da arcada dentária. Os termos usados para descrever estruturas incluem "bucal" (do latim bucca 'bochecha') e "palatal" (do latim palatum 'palato'), referindo-se a estruturas próximas à bochecha e ao palato duro, respectivamente.

### Mãos e pés

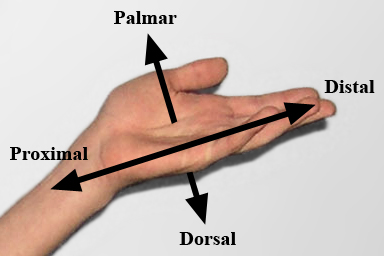
Termos anatômicos usados para descrever uma mão humana.

Vários termos anatômicos são específicos para as mãos e os pés.
Termos adicionais podem ser usados para evitar confusão ao descrever as superfícies da mão e o que é a superfície "anterior" ou "posterior". O termo "anterior", embora anatomicamente correto, pode ser confuso ao descrever a palma da mão; da mesma forma, "posterior" é usado para descrever o dorso da mão e do braço. Essa confusão pode surgir porque o antebraço pode realizar movimentos de pronação e supinação e inverter a localização da mão. Para maior clareza, o termo direcional palmar (do latim palma "palma da mão") é comumente usado para descrever a parte frontal da mão, e dorsal é o dorso da mão. Por exemplo, a parte superior da pata de um cão é sua superfície dorsal; a parte inferior, a superfície palmar (no membro anterior) ou a plantar (no membro posterior). A fáscia palmar é palmar aos tendões dos músculos que flexionam os dedos, e o arco venoso dorsal tem esse nome porque fica no lado dorsal da pata.
Em humanos, volar também pode ser usado como sinônimo de palmar para se referir à parte inferior da palma da mão, mas plantar é usado exclusivamente para descrever a sola do pé. Esses termos descrevem a localização como palmar e plantar; por exemplo, as almofadas volares são aquelas na parte inferior das mãos ou dos dedos; a superfície plantar descreve a sola do calcanhar, do pé ou dos dedos.
Da mesma forma, no antebraço, para maior clareza, os lados recebem o nome dos ossos. As estruturas mais próximas do rádio são radiais, as estruturas mais próximas da ulna são ulnares e as estruturas relacionadas a ambos os ossos são chamadas de radioulnares. Da mesma forma, na parte inferior da perna, as estruturas próximas à tíbia (osso da canela) são tibiais e as estruturas próximas à fíbula são fibulares (ou peroneais).

### Direção rotacional
Anteversão e retroversão são termos complementares que descrevem uma estrutura anatômica que é girada para frente (em direção à frente do corpo) ou para trás (em direção à parte de trás do corpo), em relação a alguma outra posição. Eles são particularmente usados para descrever a curvatura do útero:
- Anteversão (do latim anteversus) descreve uma estrutura anatômica inclinada mais para a frente do que o normal, seja patológica ou acidentalmente.[49] Por exemplo, o útero de uma mulher normalmente é antevertido, inclinado ligeiramente para a frente. Uma pelve desalinhada pode ser antevertida, ou seja, inclinada para frente em algum grau relevante.

- Retroversão (do latim retroversus) descreve uma estrutura anatômica inclinada para trás em relação a algo.[50] Um exemplo é o útero retrovertido.[50]

### Outros termos de direção
Vários outros termos também são usados para descrever a localização. Esses termos não são usados para formar os eixos fixos. Os termos incluem:
- Axial (do latim axis 'eixo'): em torno do eixo central do organismo ou da extremidade. Dois termos relacionados, "abaxial" e "adaxial", referem-se às localizações longe e em direção ao eixo central de um organismo, respectivamente.

- Luminal (do latim lumen "luz, abertura"): na parte interna oca do lúmen de um órgão (cavidade do corpo ou estrutura tubular);[51][52] adluminal é em direção ao lúmen, abluminal é afastado dele.[53] Oposto ao mais externo (a túnica adventícia [en], a membrana serosa ou a parede da cavidade).[54]

- Parietal (do latim paries "parede"): pertencente à parede de uma cavidade corporal.[55] Por exemplo, o peritônio parietal é o revestimento interno da cavidade abdominal. Parietal também pode se referir especificamente ao osso parietal do crânio ou a estruturas associadas.

- Terminal (do latim terminus 'limite ou fim') na extremidade de uma estrutura geralmente projetada.[56] Por exemplo, "...uma antena com um pelo sensorial terminal".

- Visceral (do latim viscera "órgãos internos"): associados a órgãos dentro das cavidades do corpo.[57] Por exemplo, o estômago é coberto por um revestimento chamado peritônio visceral, em oposição ao peritônio parietal. Visceral também pode ser usado para significar "órgão".[57] Por exemplo, o estômago é visceral dentro da cavidade abdominal, e a dor visceral refere-se à dor originada de órgãos internos.

- Aboral (oposto a oral) é usado para denotar uma localização ao longo do tubo digestivo que é relativamente mais próxima do ânus.[58]

## Animais específicos e outros organismos
Termos diferentes são usados devido aos diferentes planos corporais dos animais, se os animais ficam em uma ou duas pernas e se um animal é simétrico ou não, conforme discutido acima. Por exemplo, como os seres humanos são organismos aproximadamente simétricos bilateralmente, as descrições anatômicas geralmente usam os mesmos termos que os de outros vertebrados. No entanto, os seres humanos ficam em pé sobre duas pernas, o que significa que as direções anterior/posterior e ventral/dorsal são as mesmas, e as direções inferior/superior são necessárias. Os seres humanos não têm bico, portanto, um termo como "rostral", usado para se referir ao bico em alguns animais, é usado para se referir à parte do cérebro; os seres humanos também não têm cauda, portanto, um termo como "caudal", que se refere à extremidade da cauda, também pode ser usado em seres humanos e animais sem cauda para se referir à parte posterior do corpo.

Nos invertebrados, a grande variedade de formas corporais apresenta um problema difícil quando se tenta aplicar termos direcionais de referência. Dependendo do organismo, alguns termos são tomados por analogia da anatomia dos vertebrados, e termos novos apropriados são aplicados conforme necessário. Alguns desses termos emprestados são amplamente aplicáveis na maioria dos invertebrados; por exemplo, proximal, que significa "próximo", refere-se à parte de um apêndice mais próxima de onde ele se une ao corpo, e distal, que significa "afastado de", é usado para a parte mais distante do ponto de fixação. Em todos os casos, o uso dos termos depende do plano corporal do organismo.

Termos anatômicos de localização em um cão.
Termos anatômicos de localização em um canguru.
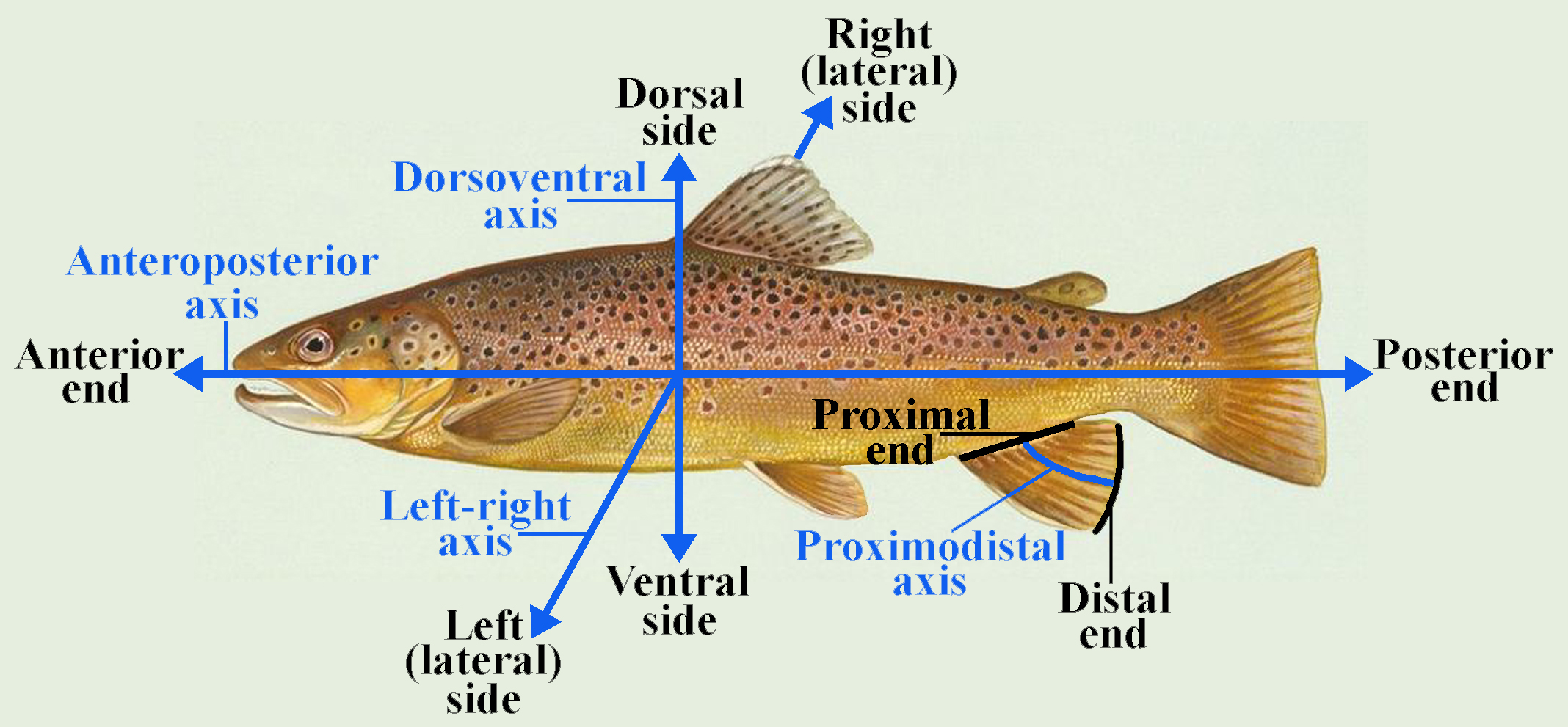
Termos anatômicos de localização em um peixe.
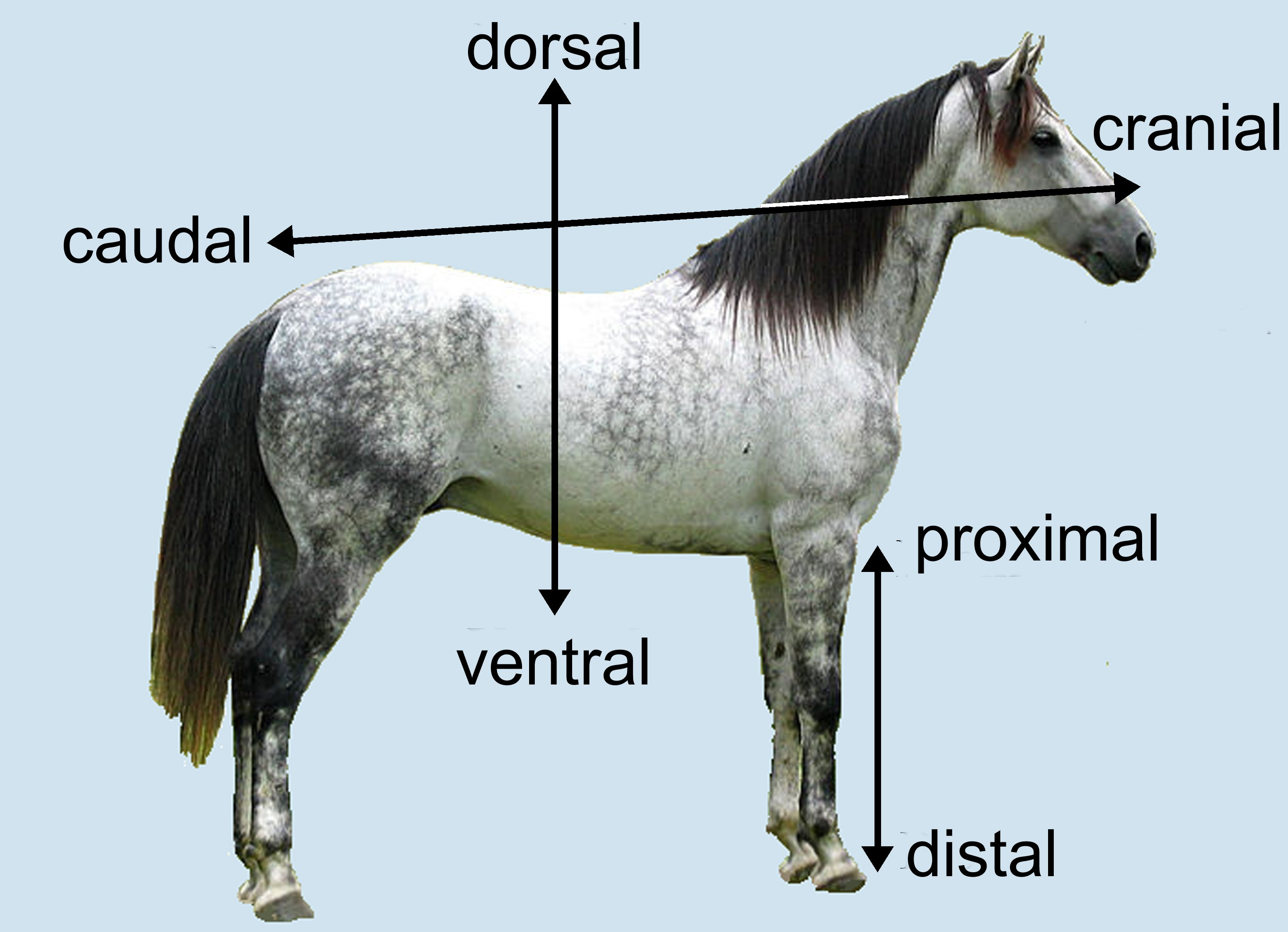
Termos anatômicos de localização em um cavalo.

### Organismos assimétricos e esféricos

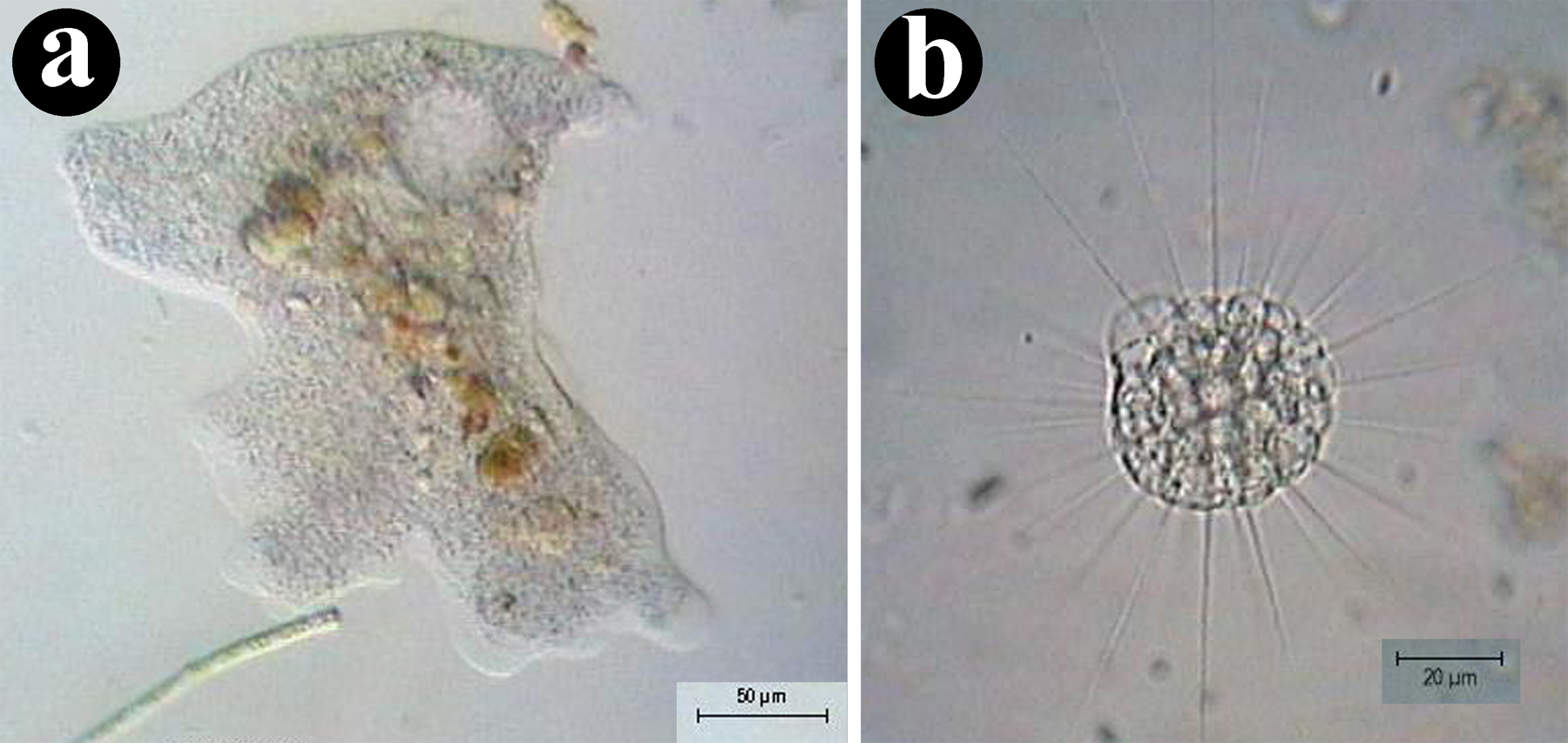
Planos corporais assimétricos e esféricos. (a) Um organismo com um plano corporal assimétrico e ameboide (Amoeba proteus - uma ameba). (b) Um organismo com um plano corporal esférico (Actinophrys sol - um heliozoário).

Em organismos com forma mutável, como os organismos ameboides, a maioria dos termos direcionais não tem sentido, pois a forma do organismo não é constante e não há eixos fixos. Da mesma forma, em organismos esfericamente simétricos, não há nada que distinga uma linha que passa pelo centro do organismo de qualquer outra. Um número indefinido de tríades de eixos mutuamente perpendiculares poderia ser definido, mas qualquer escolha de eixos seria inútil, pois nada distinguiria uma tríade escolhida de qualquer outra. Em tais organismos, apenas termos como superficial e profundo ou, às vezes, proximal e distal, são descritivos úteis.

### Organismos alongados

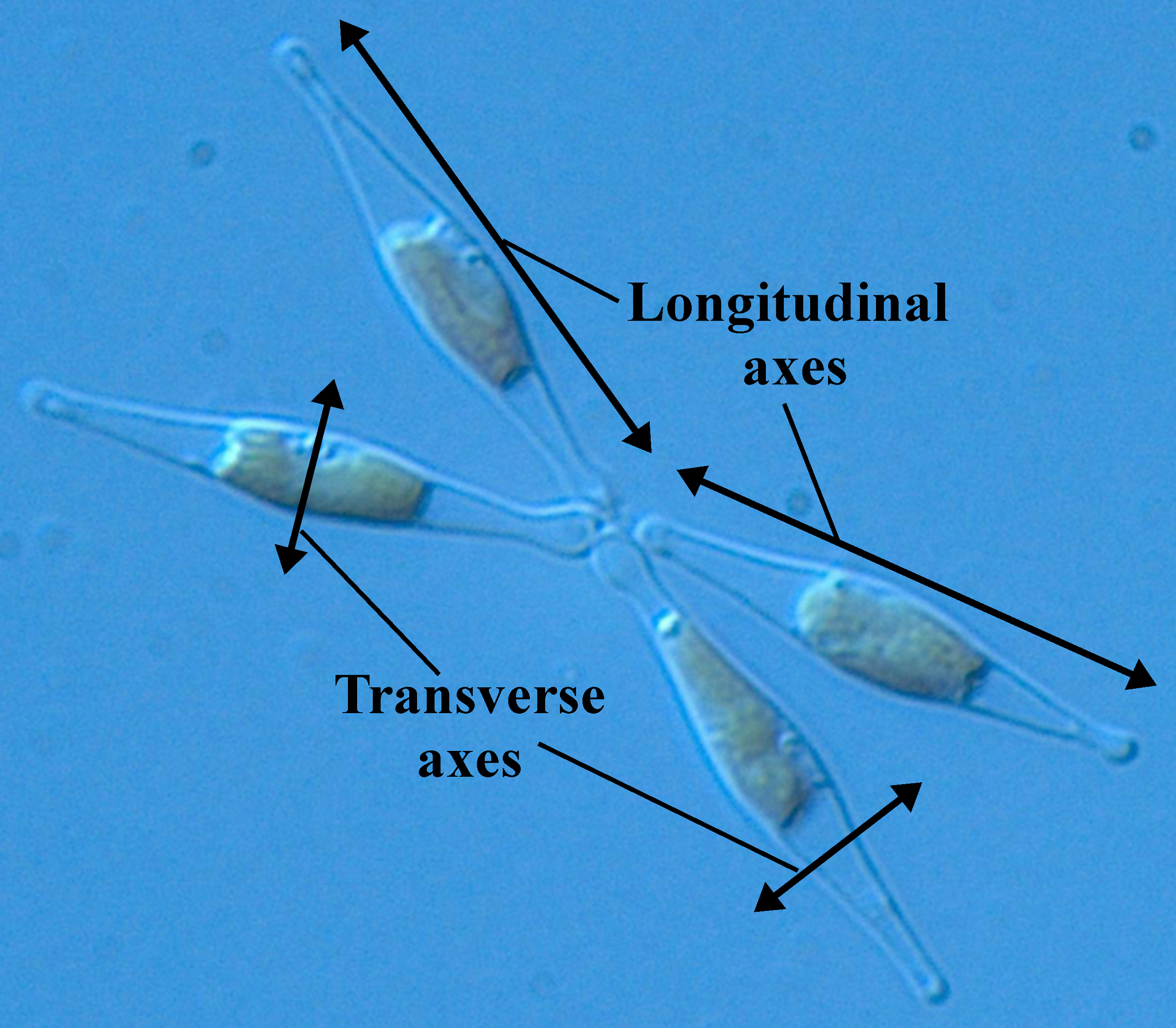
Quatro indivíduos Phaeodactylum tricornutum, uma diatomácea com uma forma alongada fixa.

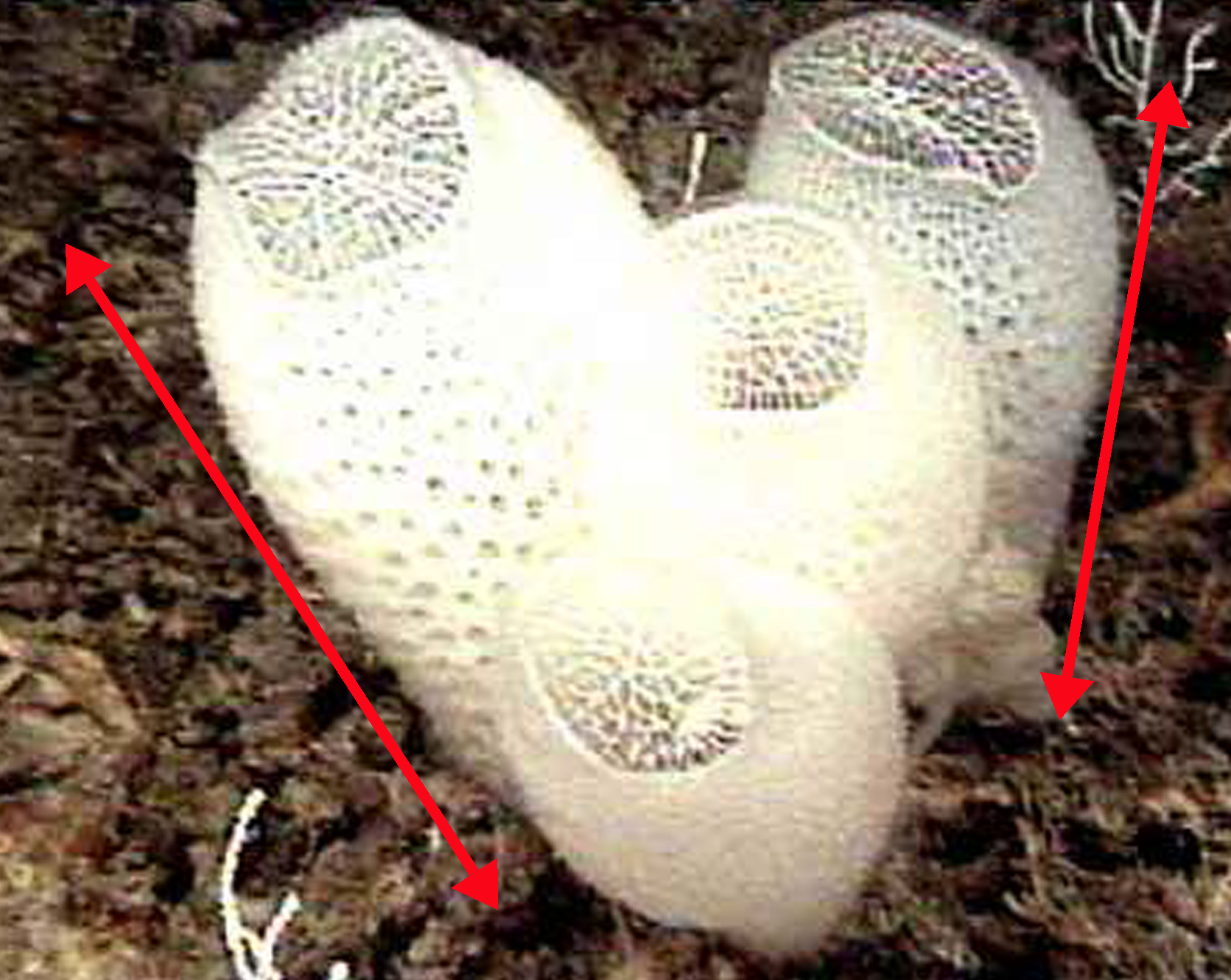
Um grupo de esponjas Euplectella aspergillum, mostrando os eixos apical-basal.

Em organismos que mantêm uma forma constante e têm uma dimensão maior que a outra, pelo menos dois termos direcionais podem ser usados. O eixo longo ou longitudinal é definido por pontos nas extremidades opostas do organismo. Da mesma forma, um eixo transversal perpendicular pode ser definido por pontos em lados opostos do organismo. Normalmente, não há base para a definição de um terceiro eixo. Normalmente, esses organismos são protistas planctônicos (que nadam livremente) e quase sempre são vistos em lâminas de microscópio, onde parecem essencialmente bidimensionais. Em alguns casos, um terceiro eixo pode ser definido, especialmente quando há um citostoma não terminal ou outra estrutura exclusiva.
Alguns protistas alongados têm extremidades distintas do corpo. Nesses organismos, a extremidade com uma boca (ou estrutura equivalente, como o citostoma em Paramecium ou Stentor [en]), ou a extremidade que geralmente aponta na direção da locomoção do organismo (como a extremidade com o flagelo em Euglena), é normalmente designada como a extremidade anterior. A extremidade oposta torna-se, então, a extremidade posterior. De forma adequada, essa terminologia se aplicaria apenas a um organismo que é sempre planctônico (normalmente não está preso a uma superfície), embora o termo também possa ser aplicado a um organismo séssil (normalmente preso a uma superfície).
Os organismos que estão presos a um substrato, como esponjas e protistas semelhantes a animais, também têm extremidades distintas. A parte do organismo presa ao substrato geralmente é chamada de extremidade basal (do latim basis 'suporte/fundação'), enquanto a extremidade mais distante da fixação é chamada de extremidade apical (do latim apex 'pico/ponta').

### Organismos radialmente simétricos
Os organismos radialmente simétricos incluem os do grupo Radiata - principalmente águas-vivas, anêmonas-do-mar e corais e os ctenóforos. Os equinodermos adultos, como estrelas-do-mar, ouriços-do-mar, pepinos-do-mar e outros, também estão incluídos, pois são pentaradiais, o que significa que têm cinco simetrias rotacionais discretas. As larvas de equinodermos não estão incluídas, pois são bilateralmente simétricas. Os organismos radialmente simétricos sempre têm um eixo distinto.
Os cnidários (águas-vivas, anêmonas-do-mar e corais) têm um sistema digestivo incompleto, o que significa que uma extremidade do organismo tem uma boca e a extremidade oposta não tem abertura do intestino (celenterados). Por esse motivo, a extremidade do organismo com a boca é chamada de extremidade oral (do latim ōrālis 'da boca'), e a superfície oposta é a extremidade aboral (do latim ab- 'longe de').

Ao contrário dos vertebrados, os cnidários têm apenas um eixo distinto. "Lateral", "dorsal" e "ventral" não têm significado em tais organismos, e todos podem ser substituídos pelo termo genérico "periférico" (do grego antigo περιφέρεια 'circunferência'). "Medial" pode ser usado, mas no caso dos radiados indica o ponto central, em vez de um eixo central como nos vertebrados. Assim, há vários eixos radiais possíveis e eixos (semi) medio-periféricos. Entretanto, alguns ctenóforos birradialmente simétricos têm eixos "tentaculares" e "faríngeos" distintos e, portanto, são anatomicamente equivalentes a animais bilateralmente simétricos.

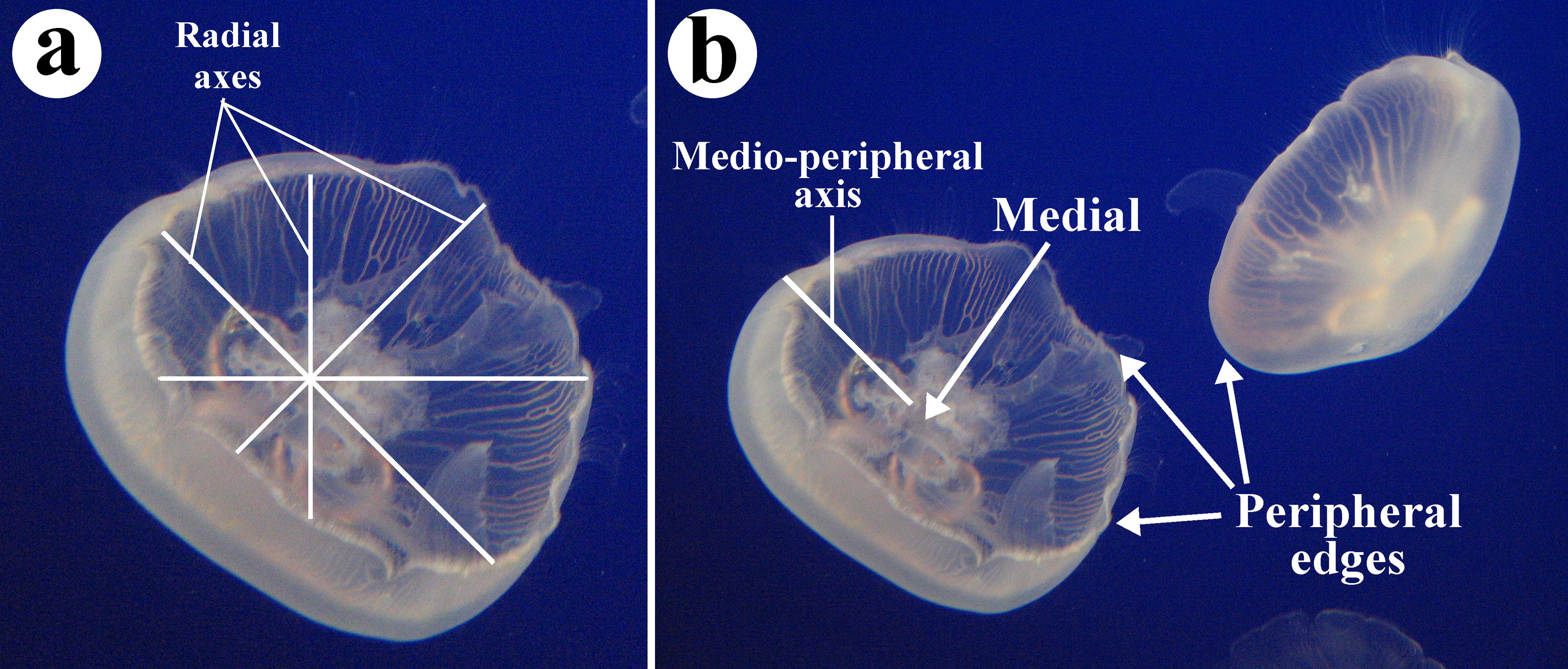
Aurelia aurita, espécie de água-viva, mostrando múltiplos eixos radiais e medio-periféricos.
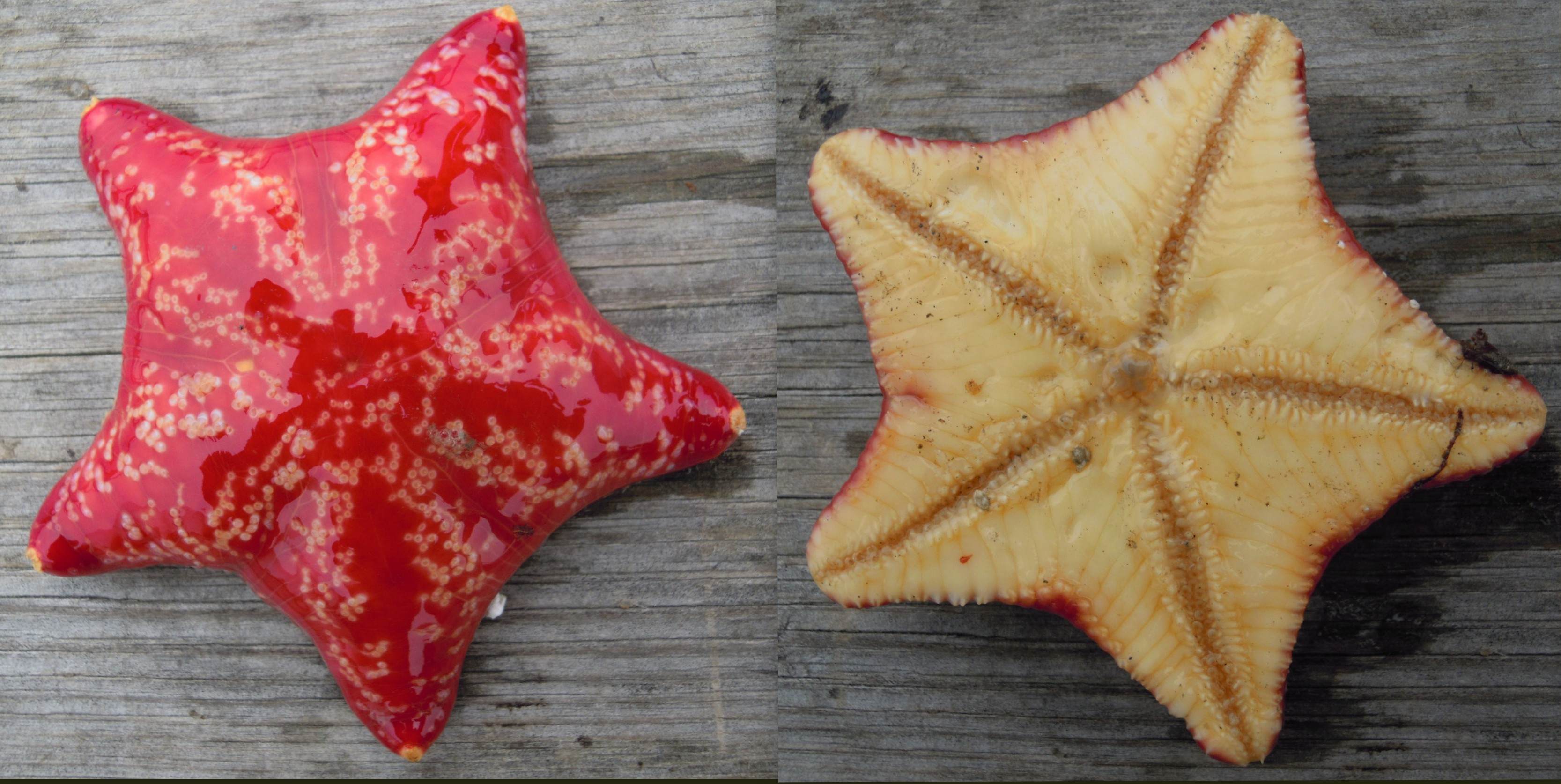
A estrela-do-mar Porania pulvillus [en], superfícies aboral e oral.

### Aranhas
Termos especiais são usados para aranhas. Dois termos especializados são úteis na descrição de vistas de pernas e pedipalpos de aracnídeos. Prolateral refere-se à superfície de uma perna mais próxima da extremidade anterior do corpo de um aracnídeo. Retrolateral refere-se à superfície de uma perna que está mais próxima da extremidade posterior do corpo de um aracnídeo. A maioria das aranhas tem oito olhos em quatro pares. Todos os olhos estão na carapaça do cefalotórax, e seus tamanhos, formas e localizações são característicos de várias famílias de aranhas e outros táxons. Normalmente, os olhos estão dispostos em duas fileiras aproximadamente paralelas, horizontais e simétricas. Os olhos são rotulados de acordo com sua posição como olhos laterais anteriores (ALE) e posteriores (PLE); e olhos medianos anteriores (AME) e posteriores (PME).

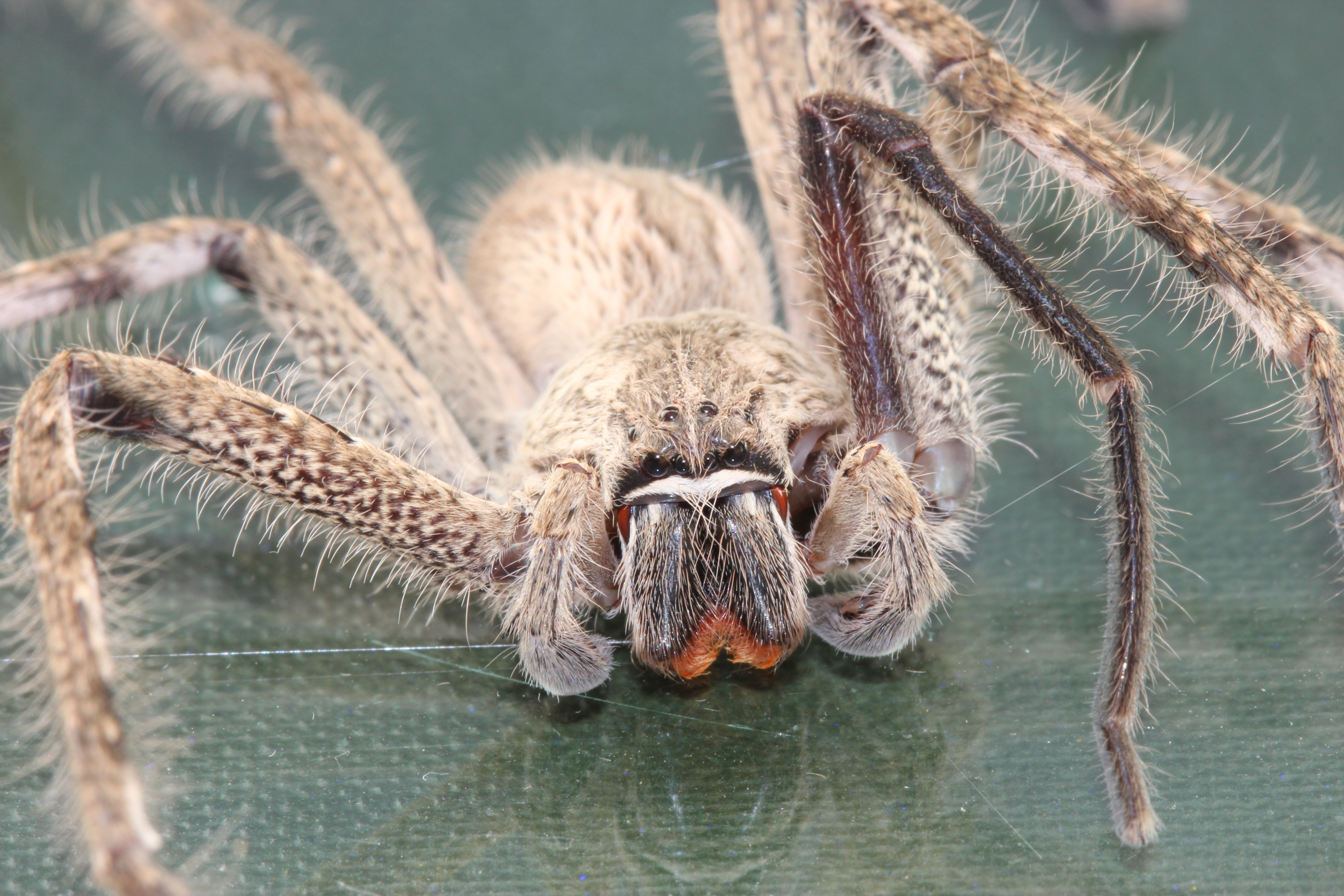
Aspectos da anatomia da aranha. Esse aspecto mostra a superfície principalmente prolateral dos fêmures anteriores, além do padrão de olho horizontal típico dos Sparassidae.
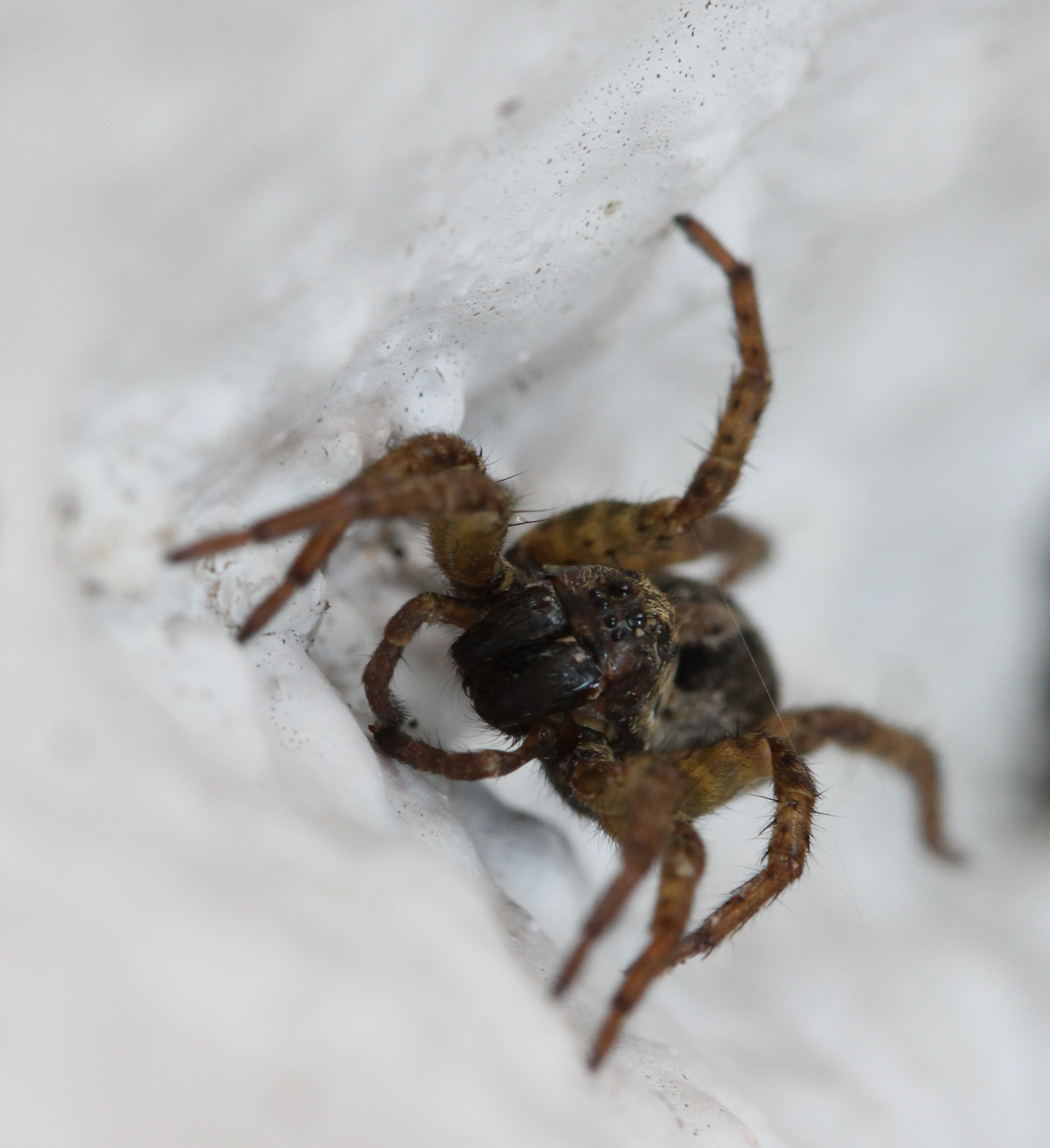
Disposição típica dos olhos nos Lycosidae, com os PME sendo os maiores.
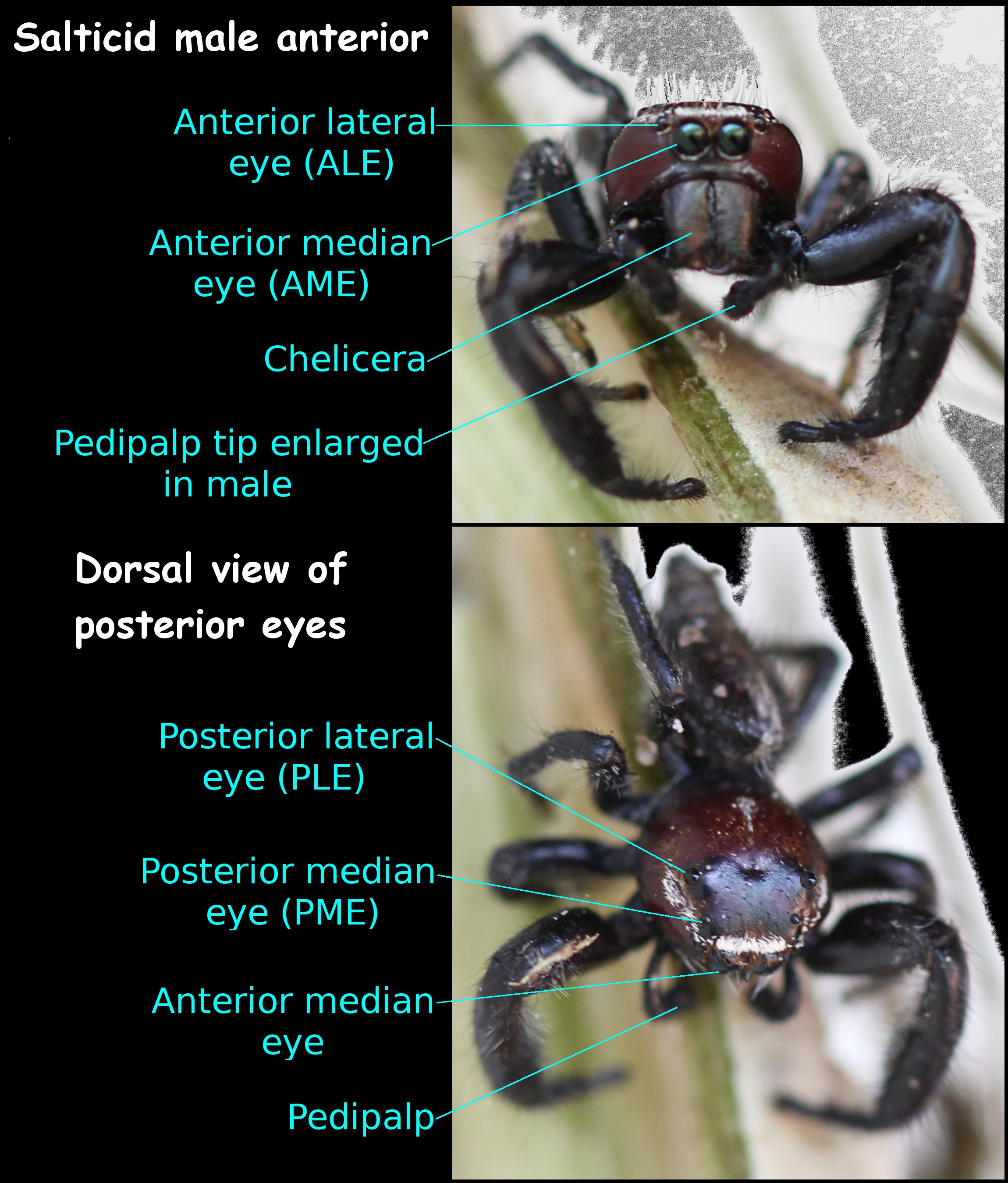
Nos Salticidae, os AME são os maiores.